# ЖХК Дніпровські Білки (Дніпро)
ЖХК «Дніпровські Білки» — український жіночий хокейний клуб з м. Дніпро, виступає у Чемпіонаті України з хокею серед жінок.  
Домашні ігри проводить на ковзанці «Льодова Арена» вул. Набережна Заводська 53. Дніпро. 
Кольори клубу: помаранчевий, чорний та білий.

## Історія клубу
Заснований офіційно 2016 року, хоча історія клубу почалась ще 2014 року, коли три, абсолютно різні за віком та професією жінки об'єдналися в команду. 
9 грудня 2015 року команда «Дніпровські Білки» зустрілась у товариській грі з жіночою командою ЖХК «Україночка» (Київ), зігравши серію з чотирьох ігор. 
У травні 2016 року ЖХК «Дніпровські Білки» посіли друге місце на жіночому хокейному турнірі «Riga Lady Cup», що відбувся в Ризі, Латвія. Суперниками «Дніпровських Білок» були ХК «WHC L&L» (Латвія) та ХК «Hockey Girls Lithuania» (Литва). Команди зіграли у два кола, після чого у фіналі зустрілися перша та друга команди.
ЖХК «Дніпровські Білки» в першій грі переграли ХК «Hockey Girls Lithuania» (Литва) 5:4, а в другому поступилися ХК «WHC L&L» (Латвія) 0:4. У другий день перемогли  ХК «Hockey Girls Lithuania» 4:3 (по булітах), і зазнали поразки від ХК «WHC L&L»  0:3. ЖХК «Дніпровські Білки» посіли друге місце в групі. У фіналі «Дніпровські Білки» зустрілися з господарками ХК «WHC L&L». Ця зустріч закінчилась з рахунком 3:5 на користь господарок. «Дніпровські Білки» на цьому турнірі посіли друге місце.

## Склади команди
Основні скорочення:

А — асистент, К — капітан, Л — ліва, П — права, ЛК — лівий крайній, ПК — правий крайній, Ц — центровий,  — травмований.
Станом на 13 січня 2017
| Воротарі | Воротарі | Воротарі       | Воротарі | Воротарі         | Воротарі         |
| #        | Країна   | Гравець        | Захват   | Дата народження  | Місце народження |
| -------- | -------- | -------------- | -------- | ---------------- | ---------------- |
| 1        | Україна  | Юлія Гаркуша   |          | 3 листопада 1986 | Дніпро, Україна  |
| 20       | Україна  | Аріна Секрієрі |          | 7 березня 2000   | Кишинів, Молдова |

| Захисники | Захисники | Захисники           | Захисники | Захисники       | Захисники        |
| #         | Країна    | Гравець             | Кидок     | Дата народження | Місце народження |
| --------- | --------- | ------------------- | --------- | --------------- | ---------------- |
| 2         | Україна   | Вікторія Бойко      |           | 8 жовтня 1983   | Дніпро, Україна  |
| 3         | Україна   | Вікторія Ценова     |           | 16 жовтня 1998  | Дніпро, Україна  |
| 8         | Україна   | Наталія Єременко    |           | 14 травня 1993  | Дніпро, Україна  |
| 11        | Україна   | Євгенія Слободянюк  |           | 12 березня 1990 | Дніпро, Україна  |
| 18        | Литва     | Анастасія Шершньова |           | 26 лютого 2000  | Клайпеда, Литва  |
| 19        | Канада    | Синтія Теулон       |           | 3 жовтня 1972   | Калгарі, Канада  |
| 22        | Україна   | Світлана Кутузова   |           | 22 грудня 1987  | Дніпро, Україна  |
| 24        | Україна   | Ольга Логвіненко    |           | 3 жовтня 1984   | Дніпро, Україна  |
| 27        | Україна   | Вікторія Зєбзєєва   |           | 10 червня 1993  | Дніпро, Україна  |

| Нападники | Нападники | Нападники               | Нападники | Нападники         | Нападники        | Нападники |
| #         | Країна    | Гравець                 | Кидок     | Дата народження   | Місце народження |           |
| --------- | --------- | ----------------------- | --------- | ----------------- | ---------------- | --------- |
| 4         | Україна   | Станіслава Александрова |           | 4 січня 1994      | Дніпро, Україна  |           |
| 6         | Україна   | Марина Борисенко        |           | 20 січня 1980     | Дніпро, Україна  |           |
| 7         | Україна   | Ірина Душацька          |           | 8 грудня 1965     | Дніпро, Україна  |           |
| 9         | Канада    | Кімберлі Браско         |           | 3 червня 1975     | Ванкувер, Канада |           |
| 10        | Україна   | Мирослава Коваленко     |           | 1 вересня 2001    | Дніпро, Україна  |           |
| 12        | Україна   | Марина Корж             |           | 25 грудня 1988    | Дніпро, Україна  |           |
| 13        | Україна   | Ірина Спірідонова       |           | 23 березня 1989   | Дніпро, Україна  |           |
| 14        | Україна   | Анна Бакалова           |           | 19 квітня 1992    | Дніпро, Україна  |           |
| 15        | Україна   | Юлія Вульфсон           |           | 16 листопада 1995 | Дніпро, Україна  |           |
| 25        | Україна   | Аліка Гадлія            |           | 5 грудня 1997     | Дніпро, Україна  |           |
| 28        | Україна   | Марина Савранська       |           | 28 жовтня 1987    | Дніпро, Україна  |           |
| 74        | Україна   | Ірина Юдіна             |           | 27 грудня 1997    | Херсон, Україна  |           |
| 99        | Україна   | Вікторія Денисенко      |           | 18 лютого 1985    | Дніпро, Україна  |           |

### Керівництво
- Президент — Марина Борисенко

### Тренерський штаб і персонал
- Тренер — Сергій Зубков
- Тренер — Олег Чекришов